# DanceMasters
DanceMasters este un eveniment de dans sportiv cu organizare anuală, ce se desfășoară în a doua parte a lunii martie în București, România. Evenimentul include competiții cu licențe WDSF (WDSF World Open, WDSF International Open și WDSF Open), openuri internaționale și competiții naționale atât pentru Secțiunea Standard, cât și pentru Secțiunea Latino-Americană. În mod tradițional, la fiecare ediție sunt invitate să prezinte show-uri de dans (toate cele 5 dansuri ale unei secțiuni de dans) perechi Campioane Mondiale și/sau Europene. În ediția 2019 DanceMasters a beneficiat, în premieră pentru România, de licențe de GrandSlam (2019 WDSF GrandSlam Series), atât pentru secțiunea Standard cât si pentru secțiunea Latino.

## Organizare
Evenimentul este organizat de Cluburile de Dans Pas în Doi si Phoenix din București împreuna cu Bogdan Păun. Începând cu ediția 2010, Dan și Andreea Iliescu (Gant & Sterling Consulting) s-au alăturat echipei în calitate de Parteneri.

## Câștigătorii Trofeului DanceMasters
| Ediția | Secțiunea Standard                         | Secțiunea Latino-Americană                      |
| ------ | ------------------------------------------ | ----------------------------------------------- |
| 2004   | Ivan Zderciuk – Olga Ciubari (MDA)         | Kiril Nikitin – Arina Naumova (RUS)             |
| 2005   | Federico Di Toro – Genny Favero (ITA)      | Andrius Kandelis – Egle Visockaite (LTU)        |
| 2006   | Federico Di Toro – Genny Favero (ITA)      | Andrey Zaytsev – Anna Kuzminskaya (RUS)         |
| 2007   | Federico Di Toro – Genny Favero (ITA)      | Mikhail Kolomyets – Anna Gudino (RUS)           |
| 2008   | Paolo Bosco – Silvia Pitton (ITA)          | Maurizio Vescovo – Melinda Torokgyorgy (HUN)    |
| 2009   | Luca Bussoletti – Tjasa Vulic (SVN)        | Vladimir Karpov – Mariya Tzaptashvilli (RUS)    |
| 2010   | Benedetto Ferruggia – Claudia Kohler (DEU) | Stanislav Nikolaev – Alexandra Neliubina (RUS)  |
| 2011   | Donatas Vezelis – Lina Chatkevichute (LTU) | Pavel Pasechnik – Francesca Berardi (ITA)       |
| 2012   | Emanuel Valeri – Tania Kehlet (DNK)        | Armen Tsaturyan – Svetlana Gudyno (RUS)         |
| 2013   | Emanuel Valeri – Tania Kehlet (DNK)        | Timur Imametdinov - Ekaterina Nikolaeva (RUS)   |
| 2014   | Dmitry Zharkov - Olga Kulikova (RUS)       | Armen Tsaturyan - Svetlana Gudyno (RUS)         |
| 2015   | Dmitry Zharkov - Olga Kulikova (RUS)       | Marius Balan - Khrystyna Moshenska (DEU)        |
| 2016   | Francesco Galuppo - Debora Pacini (ITA)    | Gabriele Goffredo - Anna Matus (MDA)            |
| 2017   | Madis Abel - Aleksandra Galkina (EST)      | Armen Tsaturyan - Svetlana Gudyno (RUS)         |
| 2018   | Alexey Glukhov - Anastasia Glazunova (RUS) | Marius-Andrei Bălan - Khrystyna Moshenska (GER) |
| 2019   | Evaldas Sodeika - Ieva Zukauskaite (LTU)   | Armen Tsaturyan - Svetlana Gudyno (RUS)         |

## Vezi și
- Dans sportiv

## Legături externe
- DanceMasters - pagina oficiala Arhivat în 26 mai 2013, la Wayback Machine.
- World DanceSport Federation
- Federatia Romana de Dans Sportiv Arhivat în 25 iulie 2013, la Wayback Machine.
- CDS Pas in Doi Bucuresti - pagina oficiala
- CDS Phoenix Bucuresti - pagina oficiala